# 吉瓦乡
吉瓦乡（藏語：སྐྱེ་བ་，威利转写：skye ba），是中华人民共和国西藏自治区那曲市尼玛县下辖的一个乡镇级行政单位。

## 行政区划
吉瓦乡下辖以下地区：
热日村、左林村、色来村、鲁康村、德那村、卡觉村和玛来村。